# Солунт
Солунт (лат. Solus, Soluntum) — стародавнє місто на північному узбережжі Сицилії, руїни якого знаходяться за 12 км на схід від сучасного Палермо — на території комуни Санта-Флавія (до 1880 — Солунто).
Заснований у VIII ст. до н. е. як фінікіська колонія. З VI ст. до н. е. — у складі Карфагенської держави. Під час Першої Пунічної війни відкрив свої ворота римлянам і отримав у складі римської держави статус муніципія.
Зруйнований у середньовіччі під час нападів арабів на Сицилію.